# Unió Esportiva Lleida
La Unió Esportiva Lleida va ser el club de futbol més representatiu de la capital del Segrià i un dels equips històrics dins el futbol català. Després d'estar en llei concursal, el club va entrar en procés de liquidació, però el jutge del Mercantil de Lleida va adjudicar la Unitat Productiva de l'extinta UE Lleida al grup de Sisco Pujol que n'és l'actual president.
El club hereu de la UE Lleida és el Club Lleida Esportiu.

## Precedents històrics

### Els primers clubs de la ciutat
A la ciutat de Lleida l'introductor del futbol fou cap a l'any 1910 el comerciant barceloní d'origen basc, Manuel Azoz. Els primers clubs dels quals es té constància foren el Montserrat (1913), dels germans Maristes, i el Football Club Lleida (1914), que disputa els seus partits al Pla d'en Gardeny. El 1915 neix l'Associació Cultural Lleidatana (catalanista) i el 1917 trobem el Club Colonial i l'Athlètic Metalúrgic. Tots tres disputaven els seus partits al camp de Mart.
El 1918 va veure la llum el que seria millor club durant els anys 20 a la ciutat, el FC Joventut (de la Joventut Republicana) que es dissolgué el 1927 a causa dels problemes econòmics que suposava el professionalisme. L'equip creà el 1919 el Camp d'Esports, unes instal·lacions que van ser modèliques a l'època i que després van aprofitar la resta de clubs de la ciutat.
També als anys 20 trobem el Dependents FC, fundat el 1922, d'inspiració gremial i de vida breu; el CE Lleidatà, club obrerista format per membres de l'antic Metalúrgic i que jugava al camp de Mart, abans de traslladar-se a Pardinyes); el FC Lleida (1923), creat pels mateixos fundadors de la Penya Deportiva Salvat i pròxims a la Lliga Regionalista, jugant els seus partits a Cappont, al camí vell d'Albatàrrec; i el 1924 neix l'AE Lleida Calaveres, de la secció local del CADCI a Lleida, l'equip de la gent benestant de la ciutat i que desapareix el 1939, jugant amb samarreta blanca amb una franja diagonal negra i pantaló negre.
Altres equips lleidatans de menor importància són el CF Ilerda, el Núria, l'Sporting, l'Atlètic i l'AEM, fundat el 1925. El 1930, el FC Lleida desapareix i en el seu lloc Joan Solé funda el Centre d'Esports de Lleida, un club poliesportiu del qual més tard s'independitzarà el Club Esportiu Joventut, desaparegut el 1935.

## La Unió Esportiva Lleida

### Fundació i inicis

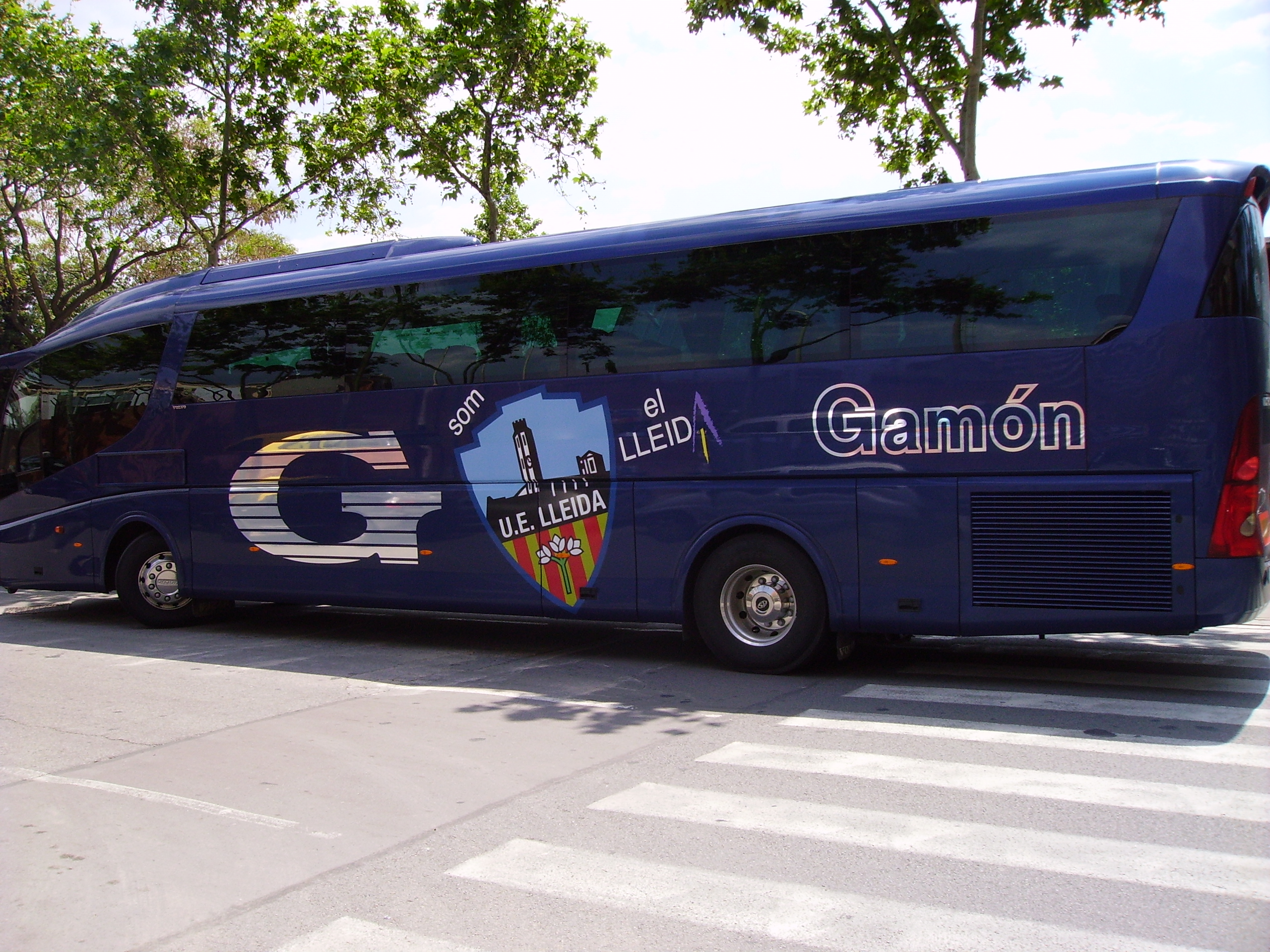
Autocar de la UE Lleida

En acabar la guerra civil, el futbol lleidatà inicia una reorganització. El 1939, elements del AE Lleida Calaveres, el Lleida Sport Club i l'AEM funden el Lérida Balompié. El primer partit fou un amistós contra el Borges Blanques i els dos primers gols els marcà Francisco Pirla, amb un resultat final de 4 a 1. L'equip experimentà una gran progressió i en quatre temporades puja de 2a regional fins a tercera. El Lleida Balompié es va proclamar campió de la segona catalana ordinària amb 8 victòries i 2 derrotes. És el primer gran títol que aconsegueix el club blau. A l'eliminatòria d'ascens a segona regional preferent el Lleida Balompié va perdre contra l'Olot per 5 a 1. Al grup C de la Lliga catalana els del Segrià van aconseguir la segona plaça, per darrere del Gimnàstic de Tarragona. Aquests van ser els inicis de la rivalitat entre aquestes dues identitats. Ja en el 1944 l'AEM se separa del Balompié. D'altra banda, anteriorment, el 1941 els militars vencedors de la guerra formen el CD Leridano. La rivalitat entre els dos equips fou forta. Mentre el Balompié tenia més socis i millor plantilla, el Leridano disposava de més diners i del Camp d'Esports. Finalment, el 9 de març de 1947 ambdós clubs es fusionaran per esdevenir la Unió Esportiva Lleida, que mantindrà la samarreta blava i pantalons blancs del Balompié. En fou primer president Eduard Estadella Botha.
Des de 1939 a 1943 el club juga a categories regionals. Posteriorment, passa sis temporades a Tercera, el 1949 aconsegueix l'ascens a Segona Divisió i l'any següent a Primera on juga la temporada 1950-51 en la qual no podrà mantenir la categoria.

### Anys noranta i desaparició
En la dècada dels noranta el Lleida va tornar a estar una temporada entre els grans a primera divisió. Fou la 1993-94 en la qual es va remodelar i ampliar el Camp d'Esports i la Unió Esportiva va aconseguir triomfs històrics davant el Futbol Club Barcelona al Camp Nou per 0-1 i davant el Reial Madrid Club de Futbol al Camp d'Esports de Lleida. El Barça seria el campió, però el Lleida tornaria a perdre la categoria. Des d'aleshores s'ha mantingut entre la Segona Divisió (actual Lliga Adelante) i la Segona B. Però l'any 2011, el club entrà en crisi, passant primer per la llei concursal i posteriorment entrà en un procés de liquidació. El jutjat mercantil atorgà la unitat productiva (els drets federatius per jugar a la categoria corresponent) de la UE Lleida a Annabel Junyent, qui havia d'aportar 70.000 euros per fer-se càrrec del club. Annabel Junyent va inscriure al Registre Mercantil un nou club anomenat Lleida 1939. Finalment, però, l'aval de Junyent fou insuficient i el jutge decidí atorgar la unitat productiva del club a Sisco Pujol, president de l'EFAC Almacelles, qui havia quedat segon en la subhasta del club amb 68.000 euros i un aval 200.000 per tres temporades. El nou club fou inscrit amb la denominació de Club Lleida Esportiu, disputant la seva primera temporada a la Segona divisió espanyola de futbol B utilitzant la plaça de la Unió Esportiva Lleida.

## Evolució de l'uniforme[10]
| 1939-1952 | 1952-1976 | 1976-1985 | 1985-2011 |  |

## Palmarès
- 1 cop campió de Segona Divisió (1992-93)
- 2 cops campió de Segona Divisió B (1989-90, 2003-04)
- 1 cop campió de Tercera Divisió (1948-49)

## Temporades
La UE Lleida ha militat 2 temporades a primera divisió, 24 a Segona, 19 a Segona B i 18 vegades a Tercera Divisió.
Lérida Balompié
- 1943-44: 3a Divisió 9è
- 1944-45: 3a Divisió 9è
- 1945-46: 3a Divisió 10è
- 1946-47: 3a Divisió 3r

UE Lleida
| - 1947-48: 3a Divisió 4t - 1948-49: 3a Divisió 1r - 1949-50: 2a Divisió 2n - 1950-51: 1a Divisió 16è - 1951-52: 2a Divisió 7è - 1952-53: 2a Divisió 6è - 1953-54: 2a Divisió 3r - 1954-55: 2a Divisió 10è - 1955-56: 2a Divisió 12è - 1956-57: 2a Divisió 20è - 1957-58: 3a Divisió 2n - 1958-59: 3a Divisió 7è - 1959-60: 3a Divisió 6è - 1960-61: 3a Divisió 6è - 1961-62: 3a Divisió 6è - 1962-63: 3a Divisió 4t | - 1963-64: 3a Divisió 2n - 1964-65: 3a Divisió 2n - 1965-66: 2a Divisió 11è - 1966-67: 2a Divisió 12è - 1967-68: 2a Divisió 12è - 1968-69: 3a Divisió 5è - 1969-70: 3a Divisió 10è - 1970-71: T. Preferent 1r - 1971-72: 3a Divisió 5è - 1972-73: 3a Divisió 4t - 1973-74: 3a Divisió 11è - 1974-75: 3a Divisió 15è - 1975-76: 3a Divisió 5è - 1976-77: 3a Divisió 9è - 1977-78: 2a Divisió B 16è - 1978-79: 2a Divisió B 11è | - 1979-80: 2a Divisió B 6è - 1980-81: 2a Divisió B 10è - 1981-82: 2a Divisió B 14è - 1982-83: 2a Divisió B 10è - 1983-84: 2a Divisió B 8è - 1984-85: 2a Divisió B 6è - 1985-86: 2a Divisió B 4t - 1986-87: 2a Divisió B 2n - 1987-88: 2a Divisió 6è - 1988-89: 2a Divisió 19è - 1989-90: 2a Divisió B 1r - 1990-91: 2a Divisió 6è - 1991-92: 2a Divisió 5è - 1992-93: 2a Divisió 1r - 1993-94: 1a Divisió 19è - 1994-95: 2a Divisió 3r | - 1995-96: 2a Divisió 11è - 1996-97: 2a Divisió 11è - 1997-98: 2a Divisió 5è - 1998-99: 2a Divisió 11è - 1999-00: 2a Divisió 5è - 2000-01: 2a Divisió 22è - 2001-02: 2a Divisió B 9è - 2002-03: 2a Divisió B 8è - 2003-04: 2a Divisió B 1r - 2004-05: 2a Divisió 15è - 2005-06: 2a Divisió 19è - 2006-07: 2a Divisió B 14è - 2007-08: 2a Divisió B 13è - 2008-09: 2a Divisió B 8è - 2009-10: 2a Divisió B 11è - 2010-11: 2a Divisió B 5è |

## Presidents[11]
| - 1947-51 Eduard Estadella - 1951-54 Llorenç Agustí - 1954-57 Josep Servat - 1957-57 Laureà Torres - 1957-60 Antoni Rocafort - 1960-62 Antoni Teixidó | - 1962-67 Ramon Vilaltella - 1967-68 Josep Jové - 1968-69 Pere Roig - 1969-70 Manel Rossell - 1970-72 Miquel Martínez - 1972-74 Josep Montañola | - 1974-77 Lluís Nadal - 1977-79 Josep Esteve - 1979-82 Joan Planes - 1982-86 Antoni Gausí - 1986-96 Màrius Duran - 1996-97 Josep Lluís González | - 1997-98 Màrius Duran - 1998-02 Antoni Gausí - 2002-06 Miquel Pons - 2006-07 Xavier Massana - 2007-10 Ignasi Rivadulla - 2010-11 Annabel Junyent |

## Entrenadors notables
| Temporada | Entrenador                              |
| --------- | --------------------------------------- |
| 1939-40   | Manuel López                            |
| 1940-41   | José Pérez                              |
| 1941-42   | José María Cabo                         |
| 1942-43   | Ramon Llorens                           |
| 1943-44   | José Luis Zabala                        |
| 1944-45   | Antoni Franco                           |
| 1945-46   | Antoni Franco                           |
| 1946-47   | Antoni Franco                           |
| 1947-48   | José Peralta                            |
| 1948-49   | Juan Romans                             |
| 1949-50   | Emili Vidal                             |
| 1950-51   | Emili Vidal Francisco Pirla             |
| 1951-52   | Juan Gómez de Lecube Josep Maria Burset |
| 1952-53   | Rogelio Santiago Lelé                   |
| 1953-54   | Rogelio Santiago Lelé                   |
| 1954-55   | Gaspar Rubio Juan José Nogués           |
| 1955-56   | José Valero                             |
| 1956-57   | Vicenç Sasot Edmundo Suárez Mundo       |
| 1957-58   | Rogelio Santiago Lelé                   |
| 1958-59   | Rogelio Santiago Lelé                   |
| 1959-60   | Miklós Szegedi                          |
| 1960-61   | José Rivero Antonio Molinos             |
| 1961-62   | Manolo Bademunt                         |
| 1962-63   | Gabriel Taltavull Marcel Domingo        |
| 1963-64   | Rogelio Santiago Lelé                   |
| 1964-65   | Rogelio Santiago Lelé Josep Seguer      |
| 1965-66   | Josep Seguer                            |

| Temporada | Entrenador                                    |
| --------- | --------------------------------------------- |
| 1966-67   | Josep Seguer Rosendo Hernández                |
| 1967-68   | Enrique Martín Manolo Bademunt Miguel Murueta |
| 1968-69   | Josep Juncosa Satur Grech                     |
| 1969-70   | Manolo Bademunt José Luis Riera               |
| 1970-71   | Agustí Faura Satur Grech                      |
| 1971-72   | Manuel Ruiz Sosa                              |
| 1972-73   | Jesús Moreno Manzaneque Manolo Bademunt       |
| 1973-74   | Jorge Solsona Manolo Bademunt                 |
| 1974-75   | Miguel Bertral Vicenç Sasot                   |
| 1975-76   | Juan Vázquez Jorge Solsona                    |
| 1976-77   | Jorge Solsona Manolo Buján Joaquín Carreras   |
| 1977-78   | Ignacio López                                 |
| 1978-79   | Ignacio Martín Esperanza                      |
| 1979-80   | Ignacio Martín Esperanza Manolo Buján         |
| 1980-81   | Lluís Aloy Manolo Buján                       |
| 1981-82   | Manolo Buján                                  |
| 1982-83   | Roberto Álvarez                               |
| 1983-84   | Roberto Álvarez                               |
| 1984-85   | Roberto Álvarez                               |
| 1985-86   | Jordi Gonzalvo                                |
| 1986-87   | Jordi Gonzalvo                                |
| 1987-88   | Jordi Gonzalvo                                |

| Temporada | Entrenador                                       |
| --------- | ------------------------------------------------ |
| 1988-89   | Koldo Aguirre José Manuel Esnal "Mané"           |
| 1989-90   | José Manuel Esnal "Mané"                         |
| 1990-91   | José Manuel Esnal "Mané"                         |
| 1991-92   | José Manuel Esnal "Mané"                         |
| 1992-93   | José Manuel Esnal "Mané"                         |
| 1993-94   | José Manuel Esnal "Mané"                         |
| 1994-95   | José Manuel Esnal "Mané"                         |
| 1995-96   | Antonio López Ramon Puig Solsona Txetxu Rojo     |
| 1996-97   | Txetxu Rojo Miguel Rubio Paco Martínez Bonachera |
| 1997-98   | Juande Ramos                                     |
| 1998-99   | Miquel Corominas Miguel Rubio Víctor Muñoz       |
| 1999-00   | Víctor Muñoz                                     |
| 2000-01   | Miguel Rubio Quique Hernández                    |
| 2001-02   | Carles Viladegut Paco Martínez Bonachera         |
| 2002-03   | Paco Martínez Bonachera                          |
| 2003-04   | Paco Martínez Bonachera Miguel Rubio             |
| 2004-05   | Miguel Rubio                                     |
| 2005-06   | Miguel Rubio David Vidal                         |
| 2006-07   | Felipe Miñambres Esteban Vigo Manolo Buján       |
| 2007-08   | Javier Zubillaga                                 |
| 2008-09   | Emili Vicente                                    |
| 2009-10   | Emili Vicente                                    |
| 2010-11   | Emili Vicente                                    |

## Jugadors notables
Jugadors amb més partits disputats per dècada:
| 1950-1960 |

| - Carmel Mòdol i Teixidó | - Lluís Pellicer i Coma | - Félix Carrillo Raigada |  |

| 1960-1970 |

| - Enric Ribelles i Seró | - Carlos Patiño González |  |  |

| 1980-1990 |

| - Miguel Ángel Rubio Buedo | - Antoni Palau i Vila |  |  |

| 1990-2000 |

| - Txema Alonso - Antonio Roa Sánchez - Francesc Xavier Navarro - Antonio Calderón Burgos | - Josep Setvalls i Morera - Virgilio Hernández Paesa - Emili Josep Isierte Aguilar - Fran Figueroa | - Gonzalo Argiñano Elezkano - Vicente Fernández Pujante - Xavier Bartolo i Moliné - Sergi Parés i Llagostera | - David de la Hera Baños - Ali Benhalima - Quique Álvarez - Mauro Ravnic |

| 2000-2010 |

| - Nakor Bueno Gómez - Daniel Marín Vázquez | - Gerard Escoda Nogués - Sergio Rodríguez Martínez | - Rubén García Arnal - Carles Busquets i Barroso |  |

## Jugadors cedits el 2011
| N. | Pos. | Nac. | Jugador                       |
| -- | ---- | --- | ----------------------------- |
| —  | DAV  | [[Fitxer:Flag of Catalonia.svg\|23x15px\|border \|alt=Catalunya\|link=Selecció de futbol de Catalunya\|{{#if:\|]] | Jordi Esteve (al CF Balaguer) |

## Equip tècnic 2011
- Entrenador: Emili Vicente
- Segon entrenador: Josep Gil
- Preparador físic: Miquel Gomila

## Himne
Un pas endavant (repic de mans)

quan surten al camp (repic de mans)

jugadors i afició senten els colors,

la senyera i la sardana ajunten cors.
Un crit fort al vent (repic de mans),

Segre i sentiment (repic de mans).

Les banderes blaves són la força de la unió

i la grada esclata amb passió.
Som del Lleida, visca el Lleida

ho cridem amb il·lusió.

Som del Lleida, visca el Lleida

cantem gols amb emoció.

Som del Lleida, visca el Lleida

sempre et volem campió.

Perdi o guanyi animarem

perdi o guanyi exclamarem:

El Lleida, el Lleida és el millor!
Un revolt al sol (repic de mans)

quan marquem un gol (repic de mans)

jugadors i afició senten els colors,

la senyera i el Segrià ajunten els cors.
Blau al firmament (repic de mans)

i un aplaudiment. (repic de mans)

Som la Terra Ferma, l'orgull de la nació

i la gent esclata amb passió.
Som del Lleida, visca el Lleida

ho cridem amb il·lusió.

Som del Lleida, visca el Lleida

cantem gols amb emoció.

Som del Lleida, visca el Lleida

sempre et volem campió.

Perdi o guanyi animarem

perdi o guanyi exclamarem:

El Lleida, el Lleida és el millor!

## Penyes[calcitació]
Durant el 2007 la Unió Esportiva Lleida disposava de cinc penyes, les quals estaven ubicades a la zona del gol nord, aquestes eren: Ilergetes, Asmullaraks, Lo Marraco, La Festa Blava i Rudes Lleida. Actualment podem observar les penyes de "Ilergetes" ja no tan nombrosos com fa anys, "Rudes Lleida" que potser és la més nombrosa i a la vegada la més radical de totes i "Sentiment Blau" que són tots gent molt jove i amb un esperit més pacífic. En termes generals, podem considerar que el total de les penyes del Lleida són d'ideologia d'esquerres i independentistes, tot i que en algunes penyes com els Ilergetes i els Rudes Lleida tenen militància de diverses ideologies com anarquistes, comunistes, apolítics, però sobretot clarament antifeixistes.